# Richard Wagner (Physiker)
Richard Wagner (*  1947) ist ein deutscher Werkstoffwissenschaftler (Metallphysik, Metallkunde).
Wagner studierte an der Georg-August-Universität Göttingen mit der Promotion 1973 und der Habilitation 1982. Er war von 1982 bis 1997 Leiter des Instituts für Werkstoffforschung am GKSS Forschungszentrum Geesthacht. 1987 wurde er Professor an der Universität Göttingen und 1992 an der TU Hamburg-Harburg. 2006 wurde er Direktor des Instituts Laue-Langevin in Grenoble, an dem Materialforschung mit Neutronen aus dem Hochflussreaktor des Instituts betrieben wird.
Ab 1997 war er Vorstandsmitglied im Forschungszentrum Jülich.
1990 erhielt er den Gottfried-Wilhelm-Leibniz-Preis und 2007 die Heyn-Münze der Deutschen Gesellschaft für Materialkunde. 1999 wurde er Mitglied der Nordrhein-Westfälischen Akademie der Wissenschaften.
1994 wurde er Herausgeber der Acta Metallurgica et Materialia und der Scripta Metallurgica et Materialia.

## Schriften (Auswahl)
- Field-Ion Microscopy in Material Science, Springer 1982